# Великобритания на «Евровидении-1990»
Великобритания принимала участие в тридцать пятом выпуске телевизионного конкурса Евровидение-1990, который состоялся 5 мая в концертном зале имени Ватрослава Лисинского в Загребе, СР Хорватия, Югославия. Страну представляла валлийская певица Эмма с песней Give a Little Love Back to the World ("Верни миру немного любви"), написанной Полом Кёртисом. Ранее Кёртис уже писал заявки от Великобритании на Евровидение, а именно Let Me Be The One группы The Shadows в 1975 году и Love Games группы Belle and the Devotions в 1984 году. По итогам голосования Эмма заняла шестое место из 22, набрав 87 очков. Таким образом, Give a Little Love Back to the World стала предшественницей британской заявки на Евровидение-1991 A Message to Your Heart, также написанной Полом Кёртисом, но исполненной Самантой Янус. Конкурс был показан BBC на канале BBC One с комментариями Терри Вогана и транслировался по радио BBC Radio 2 с комментариями Кена Брюса. Глашатаем от Великобритании был Колин Берри.

## Предыстория
К моменту своего участия на конкурсе 1990 года Великобритания участвовала на Евровидение 32 раза с момента своего дебюта в 1957 году. Страна выигрывала конкурс четыре раза: в 1967 году с песней Puppet on a String в исполнении Сэнди Шоу, в 1969 году в результате четверной ничьи с песней Boom Bang-a-Bang в исполнении Лулу, в 1976 году с песней Save Your Kisses for Me в исполнении группы Brotherhood of Man и в 1981 году с песней Making Your Mind Up в исполнении группы Bucks Fizz. За это время Великобритания также финишировала дважды ниже десятки лучших: в 1978 и 1987 годах. На Евровидение-1989 композиция Why Do I Always Get Wrong? в исполнении группы Live Report заняла второе место, набрав 131 очко.

## До «Евровидения»

### A Song for Europe 1990
Начиная с 1957 года британский телевещатель BBC организовывал национальные отборы под названием A Song for Europe для выбора артиста и песни, либо только песни для участия на Евровидение. A Song for Europe 1990 состоялся 30 марта в телецентре BBC в Лондоне. Ведущим был Терри Воган. Восемь песен было представлено, а победитель определялся голосами телезрителей, звонивших по телефону. Хотя оркестр под управлением Алена Эйнсуорта аккомпанировал всем участвующим песням, на экране он не был показан, поскольку находился за сценой.
| Порядковый номер | Исполнитель      | Название песни                       | Автор(ы)                        | Очки   | Место |
| ---------------- | ---------------- | ------------------------------------ | ------------------------------- | ------ | ----- |
| 1                | Келли            | Better Be Good to Me                 | Джон Спрингейт                  | 13,179 | 6     |
| 2                | Стивен Ли Гарден | That Old Feeling Again               | Майк Моран                      | 14,447 | 5     |
| 3                | Том Хардвелл     | Never Give Up                        | Том Хардвелл                    | 3,540  | 8     |
| 4                | Эмма             | Give a Little Love Back to the World | Пол Кёртис                      | 97,625 | 1     |
| 5                | Лес Маккеон      | Ball And Chain                       | Джон Григгс                     | 15,171 | 4     |
| 6                | Саймон Спиро     | Face In The Crowd                    | Дэвид Рейли                     | 5,551  | 7     |
| 7                | Ким Гуди         | Sentimental Again                    | Мо Фостер, Ким Гуди             | 17,986 | 3     |
| 8                | Джон Майлс       | Where I Belong                       | Джон Майлс, Майкл Сканлон-Пратт | 38,966 | 2     |

## На «Евровидении»
В Загребе Эмма выступала под номером 7, между Люксембургом и Исландией. Give a Little Love Back to the World была одной из многих песен на тему демократизации, либерализации, объединения Европы и падения «железного занавеса», прозвучавших в Загребе. Несмотря на то, что заявка Эммы букмекерами оценивалась как один из главных претендентов на победу, ей удалось занять шестое место из 22, набрав 87 очков, включая максимальные 12 очков от Бельгии. 12 очков британское жюри присудило Исландии, в то время, как другие фавориты Италия и Франция не получили от Великобритании ни одного очка. Ален Эйнсуорт был дирижёром во время исполнения британской песни.

### Голосование
| Очки      | Страна                                      |
| --------- | ------------------------------------------- |
| 12 баллов | - Бельгия                                   |
| 10 баллов | - Израиль - Франция - Швейцария - Югославия |
| 8 баллов  |                                             |
| 7 баллов  | - Испания                                   |
| 6 баллов  | - Ирландия - Италия                         |
| 5 баллов  | - Греция                                    |
| 4 балла   |                                             |
| 3 балла   | - Дания - Кипр - Люксембург                 |
| 2 балла   |                                             |
| 1 балл    | - Австрия - Германия                        |

| Очки      | Страна     |
| --------- | ---------- |
| 12 баллов | Исландия   |
| 10 баллов | Ирландия   |
| 8 баллов  | Австрия    |
| 7 баллов  | Германия   |
| 6 баллов  | Швеция     |
| 5 баллов  | Югославия  |
| 4 балла   | Нидерланды |
| 3 балла   | Люксембург |
| 2 балла   | Португалия |
| 1 балл    | Испания    |